# Apomys
Apomys es un género de roedores miomorfos de la familia Muridae. Son endémicos de Filipinas.

## Especies
Se reconocen las siguientes:
Género Apomys
- Subgénero Apomys - dimensiones menores.
  - Apomys camiguinensis
  - Apomys hylocetes
  - Apomys insignis
  - Apomys littoralis
  - Apomys microdon
  - Apomys musculus
- Subgénero Megapomys - dimensiones mayores.
  - Apomys abrae
  - Apomys aurorae
  - Apomys banahao
  - Apomys brownorum
  - Apomys crinitus[1]
  - Apomys datae
  - Apomys gracilirostris
  - Apomys iridensis
  - Apomys lubangensis
  - Apomys magnus
  - Apomys minganensis
  - Apomys minor[1]
  - Apomys sacobianus
  - Apomys sierrae
  - Apomys veluzi[1]
  - Apomys zambalensis

Hay 4 especies más pendientes de descripción.